# T-15
T-15 (ros. T-15) – rosyjski ciężki bojowy wóz piechoty. Pojazd po raz pierwszy został publicznie zaprezentowany w 2015 roku, podczas moskiewskiej parady zwycięstwa. Przewidziany jest do zastąpienia przestarzałych BMP-2 oraz MT-LB. Znany jest pod nazwą Armata (ros. Армата) od nazwy zastosowanej platformy gąsienicowej, wspólnej z czołgiem T-14, lub oznaczeniem fabrycznym „obiekt 149”.

## Opis konstrukcji
Pojazd został zbudowany w oparciu o podwozie czołgu T-14. Na potrzeby transportu desantu, zmodyfikowano położenie silnika w stosunku do rozwiązań zastosowanych w T-14 przenosząc go wraz z kołami napędowymi na przód pojazdu. Pojazd jest przystosowany do przewożenia do 9 żołnierzy desantu. W założeniu T-15 jest odpowiedzią na wciąż rozwijaną linię amerykańskich pojazdów M2 Bradley. Pojazdy T-15 są wyposażone w zdalnie sterowany, bezzałogowy moduł bojowy „Epoka”, uzbrojony w działko automatyczne 2A42 kalibru 30 mm z zapasem 500 pocisków i zasięgiem do 4 km, cztery przeciwpancerne pociski kierowane Kornet na dwóch podwójnych wyrzutniach (o zasięgu rzędu 8-10 km) i karabin maszynowy PKTM kalibru 7,62 mm (z zapasem 2000 pocisków). Po raz pierwszy zaprezentowany został na defiladzie w Moskwie 9 maja 2015 roku (jeden z wozów zepsuł się wówczas po przejeździe trasy). W 2018 roku rosyjskie ministerstwo obrony poinformowało o zamówieniu 100 sztuk T-15, które miały być dostarczone do 2021 roku. W 2019 roku ogłoszono, że standardową armatę 30 mm, zastąpi zdalnie sterowany moduł uzbrojenia DUBM-57 "Kindżał", wyposażony w automatyczne działo kal. 57 mm o szybkostrzelności do 80 pocisków na minutę.
Do 2022 roku pojazdy te nie weszły na uzbrojenie oddziałów i nie wzięły udziału w inwazji na Ukrainę.